# فرودگاه نیروی هوایی سلطنتی استرالیا در پایگاه تاونزویل

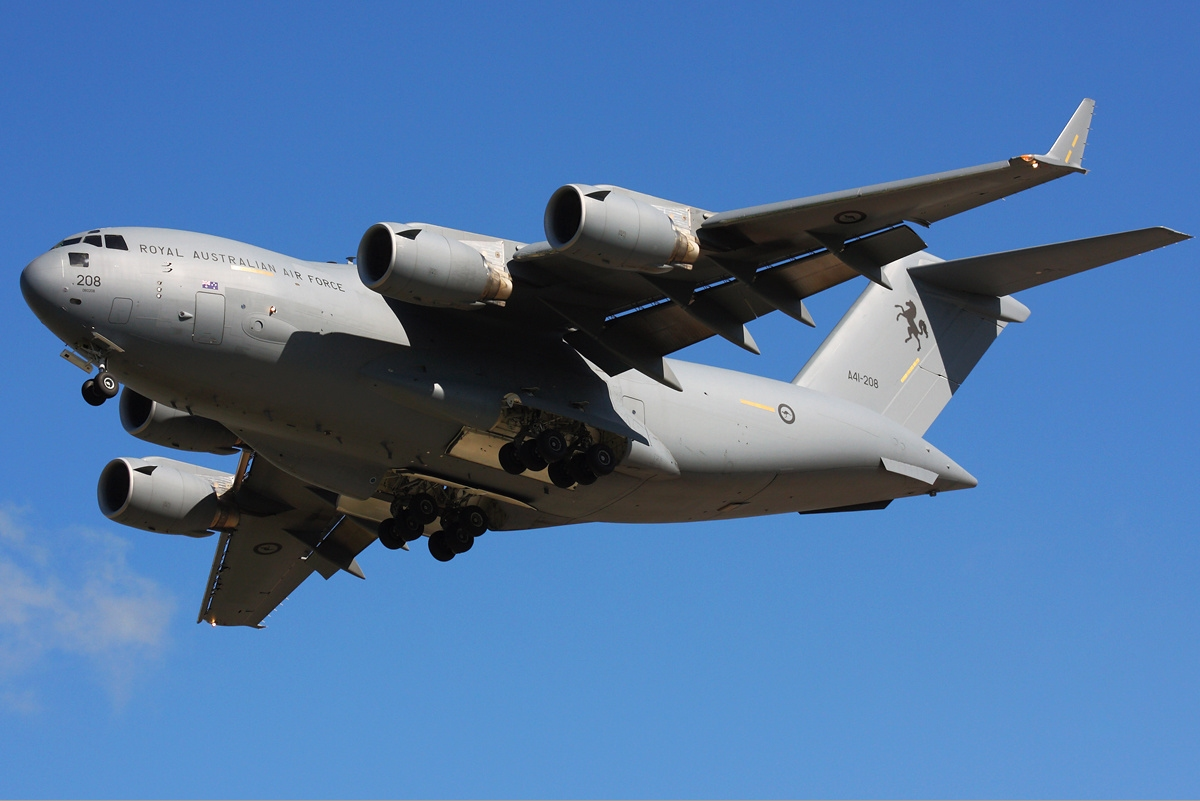
هواپیما گلابمستر ۳ در پایگاه تاونزویل

فرودگاه نیروی هوایی سلطنتی استرالیا در پایگاه تاونزویل (به انگلیسی: RAAF Base Townsville) یک فرودگاه با کد یاتا TVL است که یک باند فرود آسفالت دارد و طول باند آن ۲۴۳۸ متر است. این فرودگاه در کشور استرالیا قرار دارد و در ارتفاع ۵٫۹ متری از سطح دریا واقع شده است.